# Test za otkrivanje internet-zavisnosti
Test za otkrivanje internet-zavisnosti ( skraćeno IAT od engl. reči. Internet Addiction Test — by Dr. Kimberly Young) osmislila je i razvila doktorica Jango (engl dr Kimberly Young) služeći se kriterijumima Četvrtog izdanja Dijagnostičkog i statističkog manuelnog priručnika DSM-IV za patološko kockanje (koje se smatralo najsličnijom pojavi zavosnosti od interneta).

## Kriterijumi
Od ukupno deset kriterijuma navedenih u Dijagnostičkom i statističkom manuelnom priručniku DSM-IV za patološko kockanje, Jangova je iskoristila za razvoj test za otkrivanje internet-zavisnosti, osam:
1. Okupiranost objektom zavisnosti;
2. Tolerancija na upotrebu interneta (smanjeno zadovoljstvo vremenom koje se obično provodi na internetu, potreba za stalnim povećanjem vremena na internetu);
3. Pojava simptoma apstinencijalne krize pri pokušaju smanjenja upotrebe ili pri lišavanju interneta (anksioznost, depresija,razdražljivost);
4. Nemogućnost kontrole nad upotrebom interneta (neuspeli pokušaji da se smanji vreme ili prekine upotreba interneta);
5. Na internetu se ostaje duže ili mu se pristupa češće nego što je planirano;
6. Pojava problema u socijalnim odnosima, u školi, na poslu, usled upotrebe interneta;
7. Skrivanje realnog vremena koje se provodi na internetu (obmanjujuse porodica, kolege, terapeut); i
8. Percipiranje interneta kao načina da se pobegne od problema (anksioznost, tuga, krivica i slično).

Treba istaći da dva preostala kriterijuma data za patološko kockanje u Dijagnostičkom i statističkom manuelnom priručniku DSM-IV za patološko kockanje, nisu mogla biti primenjena jer objektivno nisu mogla biti adaptirana na problem internet-zavisnosti. Reč je o kriterijumima koji se odnose na oslanjanje kockara na druge da bi obezbedili novac za kockanje i kompeticija sa sopstvenim gubicima. 
Na osnovu ovog testa, da bi se neka osoba nazvala internet-zavisnikom potrebno je da ispuni pet ili više od osam navedenih kriterijuma u trajanju od šest meseci.

## Tumačenje testa
IAT se sastoji od 20 čestica u formi pitanja, za koja ispitanik procjenjuje koliko se odnose na njega koristeći Likertovu skalu od 5 stepena - rezultati se kreću od 20 do 100 bodova. Jungova (1998), prema Widyanto, McMurran, ovako razvrstava rezultate korisnici interneta u tri kategorije:
- rezultat od oko 20-49 bodova - indikuje prosečnu upotrebu interneta od strane korisnik na mreži. Osobe iz ove grupe ponekad mogu malo surfovati putem interneta, ali imaju kontrolu nad njegovom upotrebom.
- rezultat od oko 50-79 bodova - indikuju učestale probleme zbog preteranog korištenja interneta. Osoba iz ove grupe doživljava povremene ili česte probleme zbog interneta, i trebalo bi uzmete u obzir njihov potpuni uticaj na život korisnika.
- rezultat od 80-100 bodova - znači da korištenje interneta predstavlja ozbiljan problem.

## Literatura
- Young, K. S. (1996). Psychology of computer use: XL. Addictive use of the internet: A case that breaks the stereotype. Psychological Reports, 79, 899–902.
- Young, K. S. (1998). Internet addiction: The emergence of a new clinical disorder. CyberPsychology & Behavior, 1, 237–244.
- Young, K.S. (1998). Caught in the Net: How to recognize the signs of Internet addiction—and a winning strategy for recovery. New York: Wiley.

## Spoljašnje veze
- Internet Addiction Test (IAT) by Dr. Kimberly Young. (језик: енглески)